# Ministère de l'Intérieur (Lituanie)
Pour les articles homonymes, voir Ministère de l'Intérieur.
Le ministère de l'Intérieur (en lituanien : Lietuvos Respublikos vidaus reikalų ministerija), est l’administration lituanien chargée de la mise en œuvre de la politique du gouvernement dans les domaines de la sécurité publique, des migrations, du développement régional, de l' autonomie gouvernementale, de l'administration publique et de la coopération internationale.
La titulaire actuel est Vladislav Kondratovič, ministre de l'Intérieur dans le gouvernement Paluckas.

## Organisation

### Ministre
Depuis le 11 décembre 2020, Agnė Bilotaitė est la ministre de l'Intérieur dans le gouvernement Šimonytė.